# Рибцех
Рибце́х (каз. Балықцехы) — село у складі Теректинського району Західноказахстанської області Казахстану. Входить до складу Анкатинського сільського округу.
Населення — 66 осіб (2021; 129 у 2009, 513 у 1999, 376 у 1989).